# 1729 Берил
1729 Берил (енгл. 1729 Beryl) је астероид главног астероидног појаса са средњом удаљеношћу од Сунца која износи 2,230 астрономских јединица (АЈ).
Апсолутна магнитуда астероида је 12,5.